# Fredningen:Stigsnæs-Borreby-Basnæs Nor
Stigsnæs-Borreby-Basnæs Nor er en 1.215 hektar stor landskabsfredning ved Stigsnæs, Borreby og Basnæs Nor, der  er blevet fredet i to omgange. Den første er fra 1978 og består af tre store, men usammenhængende områder der omfattede spidsen af Stigsnæs, et område omkring Magleby og et tredje område bestående af Østerhoved og Sevedø. I  1987 blev yderligere ca. 323 hektar  fredet hvorved de tre områder kom til at hænge sammen.
Stigsnæshalvøen og dens baglandet rumm rigtig meget værdifuld natur med moser, strandenge, lavvandede områder, ældgamle kulturmiljøer og smukke landskaber. 
Området er en del af Natura 2000-område nr. 162 Skælskør Fjord og havet og kysten mellem Agersø og Glænø, og en væsentlig del af det er også ramsarområde.

## Landskabet
Halvøen Stigsnæs danner den vestlige afslutning på det sydsjællandske fjordlandskab ved Sevedø og Østerhoved. Hovedparten af halvøen består af agerland, der mod nord domineres af herregården Borrebys store marker. Nær godset Borreby ligger Borreby Mose, der er en afsnøret arm af Skælskør Inderfjord. Mosen med enge og rørskove adskilles fra fjorden af en dæmning og er således resultatet af menneskers indgriben.
Anderledes ser det ud på østsiden af halvøen, hvor de lavvandede, rørskovsbevoksede områder ud mod Basnæs Nor de fleste steder er naturlige, om end der også her findes inddigede områder.
Spidsen af Stigsnæs er udlagt til industriområde og færgehavn og domineres totalt af et stort kraftværk. I Stigsnæs Skov, tæt på færgehavnen, ligger det restaurerede  Stigsnæs Kystbatteri fra Englandskrigene der genåbnede i 2019.

## Plantelivet
Strandengene på Stigsnæs rummer en lang række karakteristiske strandplanter som for eksempel asparges, strandbede og dansk kokleare. Tidligere var lokaliteten også kendt for en stor bestand af den sjældne tangurt. De tilsvarende strandenge på Sevedø og Østerhoved har en tilsvarende flora, men er utilstrækkeligt kendt. Området er nemlig forholdsvis dårligt undersøgt, hvad angår plantelivet.
Ved herregården Borreby er det muligt at finde specielle planter, som har været knyttet til mennesker. Det kan for eksempel være gemserod og pomeranshøgeurt.

## Dyrelivet
Stigsnæs er et kendt træksted for fugle om efteråret. Fuglene følger land så længe som muligt under deres træk mod sydvest, men når de kommer frem til Stigsnæs, er de nødt til at forlade land og flyve ud over havet. Derfor virker Stigsnæs som en stor tragt, der samler de efterårstrækkende fugle over Sjælland. Især rovfugletrækket er imponerende. Tusinder af musvåger og hvepsevåger kommer forbi, men også rovfugle som fiskeørn, spurvehøg og blå kærhøg trækker forbi i anseeligt antal. Hertil kommer flere hundredtusinde ringduer og småfugle, især bogfinker og kvækerfinker.
Borreby Mose er kendt som en lokalitet med mange vandfugle. Ingen andre steder på Sjælland har man mulighed for at se vadefugle og ænder på nært hold som her. Det er især i fuglenes træktider forår og efterår, at der er meget at se på i Borreby Mose. Blandt ænderne kan nævnes pibeand og krikand, men også en lang række andre andearter. Tusindvis af grågæs kan opholde sig i mosen i perioder, og samtidig kan man se store flokke af viber og hjejler . Blandt de karakteristiske ynglefugle må især nævnes stor kobbersneppe, der har sin eneste sjællandske yngleplads her.